# سارای‌اوزو (گوموش‌حاجی‌کوی)
سارای‌اوزو (به ترکی استانبولی: Sarayözü) یک منطقهٔ مسکونی در ترکیه است که در گوموش‌حاجی‌کوی واقع شده‌است.